# 国際音楽コンクール世界連盟

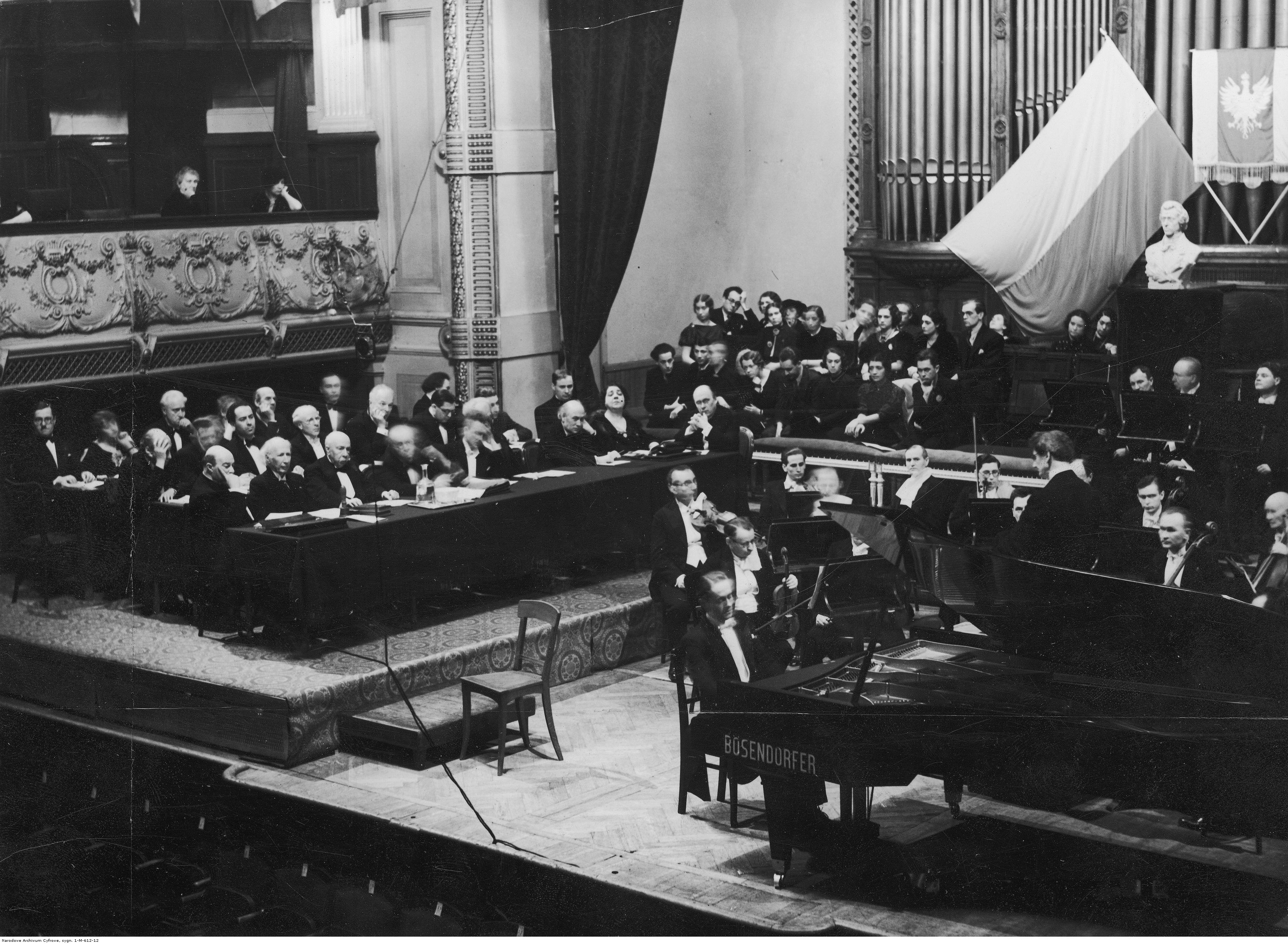
創設時から加盟するコンクールの一つショパン国際ピアノコンクールの本戦の様子 (1937年の第3回大会)

国際音楽コンクール世界連盟（こくさいおんがくコンクールせかいれんめい、英: The World Federation of International Music Competitions; WFIMC、仏: La Fédération Mondiale de Concours Internationaux de Musique; FMCIM）とは、1957年に世界各地の国際音楽コンクールによって設立された連盟。本部はスイスのジュネーヴにある。

## 概要
2024年3月現在125以上のコンクールが加盟している。当初は11のコンクールのみが加盟した小規模な集まりであった。国際コンクールの世界的なネットワークを構築することを目的とする。ユネスコ国際音楽評議会のメンバーである。1996年のブダペストにおいて、加盟メンバーに対する勧告書を発行した。国際音楽コンクールの水準を維持するために、公募方法・審査規定・運営組織としての条件・賞・顕彰・上位のコンクールへの出場権など、コンクール主催者への最低限の要求事項などを明文化した。もしもコンテスタントが自己の経歴詐称を行った場合は、直ちにこの連盟に報告される。
近年は連盟を脱退する国際音楽コンクールも見られる。

## 特徴
規約を満たさない国際コンクールは、即座に連盟から除名される。賞金の支払いを怠ると休会扱いにされる事がある。この点は大変に厳しく、1957年から一定の評価を受けている要因である。連盟への登録料を払い込むことのできないコンクールは、加盟できない。
そのため、登録されているコンクールはピアノやヴァイオリンなどの楽器に著しく偏っている。逆を言えば審査員を著名にして登録料さえ支払えばすぐ加盟できるといった側面も否定できず、2010年代に入ると歴史の浅いコンクールの加盟が殺到している。その反動として、長い歴史と伝統を携えて加盟するケースも決して少なくない。
休会中のコンクールは連盟への維持費を捻出さえしていれば、連盟脱退は免れる。2019年度Year Bookに長らく行われていないコンクールの名がみられるのは、このためである。2010年代以降は、Berio国際のように一回開催しただけで即世界連盟申請といったケースも珍しくない。
国際音楽コンクール世界連盟Yearbookには、予定中のデータのままで憶測が書き込まれることが多くあり、正確なコンクールの概要は各自公式webで確認することが望まれる。
2024年現在チャイコフスキー国際コンクールはロシアの特別軍事作戦のため除名されたものの、ルービンシュタイン国際ピアノコンクールはイスラエルの特別軍事作戦下においても除名されていない。

## 加盟する主なコンクール

### ヨーロッパ

#### イギリス
- リーズ国際ピアノ・コンクール（リーズ）

#### イタリア
- パガニーニ国際コンクール（ジェノヴァ）
- ヴィオッティ国際音楽コンクール（ヴェルチェッリ）
- ブゾーニ国際ピアノコンクール（ボルツァーノ）
- ルチアーノ・ベリオ国際作曲コンクール（ローマ[2]）

#### スイス
- ジュネーヴ国際音楽コンクール（ジュネーヴ)

#### スペイン
- マリア・カナルス・バルセロナ国際音楽演奏コンクール（バルセロナ）

#### チェコ
- プラハの春国際音楽コンクール（プラハ)

#### デンマーク
- カール・ニールセン国際音楽コンクール（オーゼンセ）

#### ドイツ
- ARDミュンヘン国際音楽コンクール（ミュンヘン）
- ヨハン・ゼバスティアン・バッハ国際コンクール（ライプツィヒ）

#### フランス
- ロン＝ティボー国際コンクール（パリ）

#### ベルギー
- エリザベート王妃国際音楽コンクール（ブリュッセル）

#### ポーランド
- ショパン国際ピアノコンクール（ワルシャワ）

### 北アメリカ

#### アメリカ合衆国
- ヴァン・クライバーン国際ピアノコンクール（フォートワース）
- The Gurwitz（テキサス）
- プリムローズ国際ヴィオラコンクール（ロサンゼルス）
- クリーブランド国際ピアノコンクール（クリーブランド）

#### カナダ
- モントリオール国際音楽コンクール（モントリオール）
- ホーネンス国際ピアノコンクール（カルガリー）

### 日本
- 仙台国際音楽コンクール（宮城県仙台市）
- 浜松国際ピアノコンクール（静岡県浜松市）
- 大阪国際室内楽コンクール（大阪府大阪市）
- 神戸国際フルートコンクール（兵庫県神戸市）
- 高松国際ピアノコンクール（香川県高松市）
- 東京国際音楽コンクール（東京都新宿区）